# Općinska nogometna liga Đurđevac 1964./65.
Općinska nogometna liga Đurđevac, također i kao Grupna nogometna liga Đurđevac, je bila liga šestog stupnja nogometnog prvenstva Jugoslavije u sezoni 1964./65. 
 Sudjelovalo je 6 klubova, a prvak je bio "Omladinac" iz Kalinovca. 

## Ljestvica
| mj. | klub                    | ut. | pob. | ner. | por. | gol+ | gol- | bod |
| --- | ----------------------- | --- | ---- | ---- | ---- | ---- | ---- | --- |
| 1.  | Omladinac Kalinovac     | 10  | 7    | 2    | 1    | 46   | 15   | 16  |
| 2.  | Željezničar Budančevica | 10  | 7    | 1    | 2    | 31   | 18   | 15  |
| 3.  | Mladost Molve           | 10  | 6    | 2    | 2    | 33   | 22   | 14  |
| 4.  | Sloga Kladare           | 10  | 2    | 2    | 6    | 19   | 29   | 6   |
| 5.  | Graničar II Đurđevac    | 10  | 1    | 3    | 6    | 12   | 38   | 5   |
| 6.  | Drava Podravske Sesvete | 10  | 1    | 2    | 7    | 10   | 29   | 4   |

## Rezultatska križaljka
| kratica | klub                    | DRA | GRA | MLA | OML | SLO | ŽELJ |
| --- | ----------------------- | --- | --- | --- | --- | --- | ---- |
| DRA | Drava Podravske Sesvete |     |     |     |     |     |      |
| GRA | Graničar II Đurđevac    |     |     |     |     |     |      |
| MLA | Mladost Molve           |     |     |     |     |     |      |
| OML | Omladinac Kalinovac     |     |     |     |     |     |      |
| SLO | Sloga Kladare           |     |     |     |     |     |      |
| ŽELJ | Željezničar Budančevica |     |     |     |     |     |      |
| |                         |     |     |     |     |     |      |
| podebljan rezultat - utakmice od 1. do 5. kola (1. utakmica između klubova) rezultat normalne debljine - utakmice od 6. do 10. kola (2. utakmica između klubova) rezultat nakošen - nije vidljiv redoslijed odigravanja međusobnih utakmica iz dostupnih izvora rezultat smanjen * - iz dostupnih izvora nije uočljiv domaćin susreta prekrižen rezultat - poništena ili brisana utakmica p - utakmica prekinuta 3:0 p.f. / 0:3 p.f. - rezultat 3:0 bez borbe n.i. - nije igrano |                         |     |     |     |     |     |      |

 Izvori:

## Unutarnje poveznice
- Podsavezna liga Koprovnica 1964./65.
- Grupna liga Koprivnica 1964./65.